# أكسل مولر (نبال)
أكسل مولر هو نبال سويسري، ولد في 3 يناير 1992.

## وصلات خارجية
- أكسل مولر على موقع أوليمبيديا (الإنجليزية)